# متوایلر
متوایلر (به آلمانی: Mettweiler) یک شهر در آلمان است که در بیرکنفلد واقع شده‌است. متوایلر ۳۱۶ نفر جمعیت دارد.